# 清水昭夫
清水 昭夫（しみず あきお、1973年 - ）は、東京都生まれの作曲家。
東京藝術大学音楽学部作曲科卒業。同大学院音楽研究科修士課程修了。在学中、ヴァイオリン協奏曲「刹那の春」が学内で初演され、同時に長谷川良夫賞受賞。作曲を 鈴木行一、佐藤眞、小林秀雄、林光に師事。
1997年、フルート協奏曲「赤い花」が第19回日本交響楽振興財団作曲賞に入選。2001年、コントラバス協奏曲「不死鳥の舞」が第23回日本交響楽振興財団作曲賞に入選し、作曲奨励賞を受賞。2001年から2011年にかけて、演奏会企画グループ「ICME」を発足し、これまでに4度の演奏会をプロデュース。
東京藝術大学非常勤講師（2001～2003）、ヤマハマスタークラス講師（2002-2022）、洗足学園音楽大学非常勤講師（2003-2006）、同大学専任講師（2006～2015）、同大学准教授（2015-2021）、同大学作曲コースアカデミック・プロデューサー（2017-）、同大学教授（2021-）、同大学音楽学部長補佐（2022-）、洗足オンラインスクール・オブ・ミュージック校長（2006-）を務める。洗足現代音楽作曲コンクール審査員（2011-2015）、日本現代音楽協会正会員。
洗足オンラインスクール・オブ・ミュージック校長として多くの音楽教育ソフトウェアを企画開発し、代表作としてRPG『失われた音問村』、リズム教育ソフト『りずむん』、和声学学修支援ソフト『和声の祭典』、読譜練習ソフト『楽典ウォーズ３Ｄ』、対位法学修支援ソフト『地球の旋律線』などがある。

## 主な作品

### 管弦楽
- フルート協奏曲「赤い花」
- コントラバス協奏曲「不死鳥の舞」

### 室内オーケストラ
- 幻想曲 ～弦楽のための～

### 室内楽
- 弦楽四重奏曲「幻影」
- 弦楽四重奏曲「羽ばたいた青い蝶」
- メンデルスゾーンの主題による弦楽四重奏曲
- 一つの解答 ～フルートとピアノのための～
- 狂詩曲 ～ヴァイオリンとピアノのための～
- 夜曲　～サクソフォーンとピアノのための～
- 弦楽六重奏曲
- 無窮動 ～ヴァイオリンとピアノのための～

### 邦楽器を伴う作品
- フルートと箏のための前奏曲
- フルートと箏のための奇想曲「舞い降りた春告鳥」

### 歌曲・合唱曲
- 愛唱歌「至大荘とともに」
- 歌曲「夢の中の設計図」
- 混声合唱曲「冬の言葉」

### 独奏曲
- ピアノソナタ
- Capriccio for Piccolo
- 練習曲「妖美なる琴線」
- 練習曲「壮美なる風景」

### その他
- ２４の高度な新曲視唱（ソルフェージュ課題集）
- ショパンの主題による追走曲

## 著作（書籍）
- 『ネットで採点　和声学課題集Ⅰ』音楽之友社（2016年、共著・執筆責任）
- 『ネットで採点　和声学課題集Ⅱ』音楽之友社（2018年、共著・執筆責任）

## 著作（音楽教育ソフトウェア）
- 『音楽史アドベンチャー』（音楽史学習ソフト、2008年）
- 『失われた音問村』（聴音ＲＰＧ、2010年）
- 『りずむん』（リズム教育ソフト、2012年）
- 『和声の祭典』（和声学学修支援ソフト、2015年）
- 『孤独な鍵盤』（鍵盤アプリ、2015年）
- 『楽典ウォーズ３Ｄ』（音高と音程の教育ソフト、2016年）
- 『地球の旋律線』（対位法学修支援ソフト、2020年）

## エピソード
- 千代田区立九段中等教育学校（旧東京都立九段高等学校）では、清水が在学中に作曲した「至大荘とともに」が愛唱歌として人気があり、今でも歌い継がれている。この曲は1989年（平成元年）に、九段高校の夏の臨海学校である「至大荘」（千葉県勝浦市）の65周年を記念して作られた曲で、当時在校生から詞と曲が公募され、清水の曲が採用された。九段OBである作詞家のなかにし礼、作曲家の小森昭宏が監修。ちなみに清水はこの時入学したばかりの１年生で「至大荘」の経験がないまま応募している。旧制中学校の校歌の祭典「東京校歌祭」では、九段の前身である東京市立第一中学校のステージにおいて、校歌とともに現代の愛唱歌としてこの曲が学校関係者により毎年披露されている。